# Ralph Randles Stewart
Ralph Randles Stewart (ofta hänvisad till som R. R. Stewart), född 15 april 1890 i Hebron, New York, död 6 november 1993 i Duarte, Kalifornien, var en amerikansk botaniker.
Auktorsnamnet R.R.Stewart kan användas för Ralph Randles Stewart i samband med ett vetenskapligt namn inom botaniken; se Wikipediaartiklar som länkar till auktorsnamnet.